# 다넬리야 툴레쇼바
다넬리야 알렉산드로브나 툴레쇼바(러시아어: Данэлия Александровна Тулешова, 2006년 7월 18일 ~ )는 카자흐스탄의 가수이다. 주니어 유로비전 송 콘테스트 2018에서 카자흐스탄 대표로 참가했다.